# Kargo (Zimtenga)
Pour les articles homonymes, voir Kargo (homonymie).
Kargo est une ville du département de Zimtenga, dans la province de Bam, dans le Centre-nord, au Burkina Faso. En 2006, la ville comptait 1 409 habitants dont 52,3% de femmes.